# شهرستان هوریوا
شهرستان هوریوا یک منطقهٔ مسکونی در سومالی است که در بنادر واقع شده‌است.